# Wohl mir, dass ich Jesum habe – Jesus bleibet meine Freude

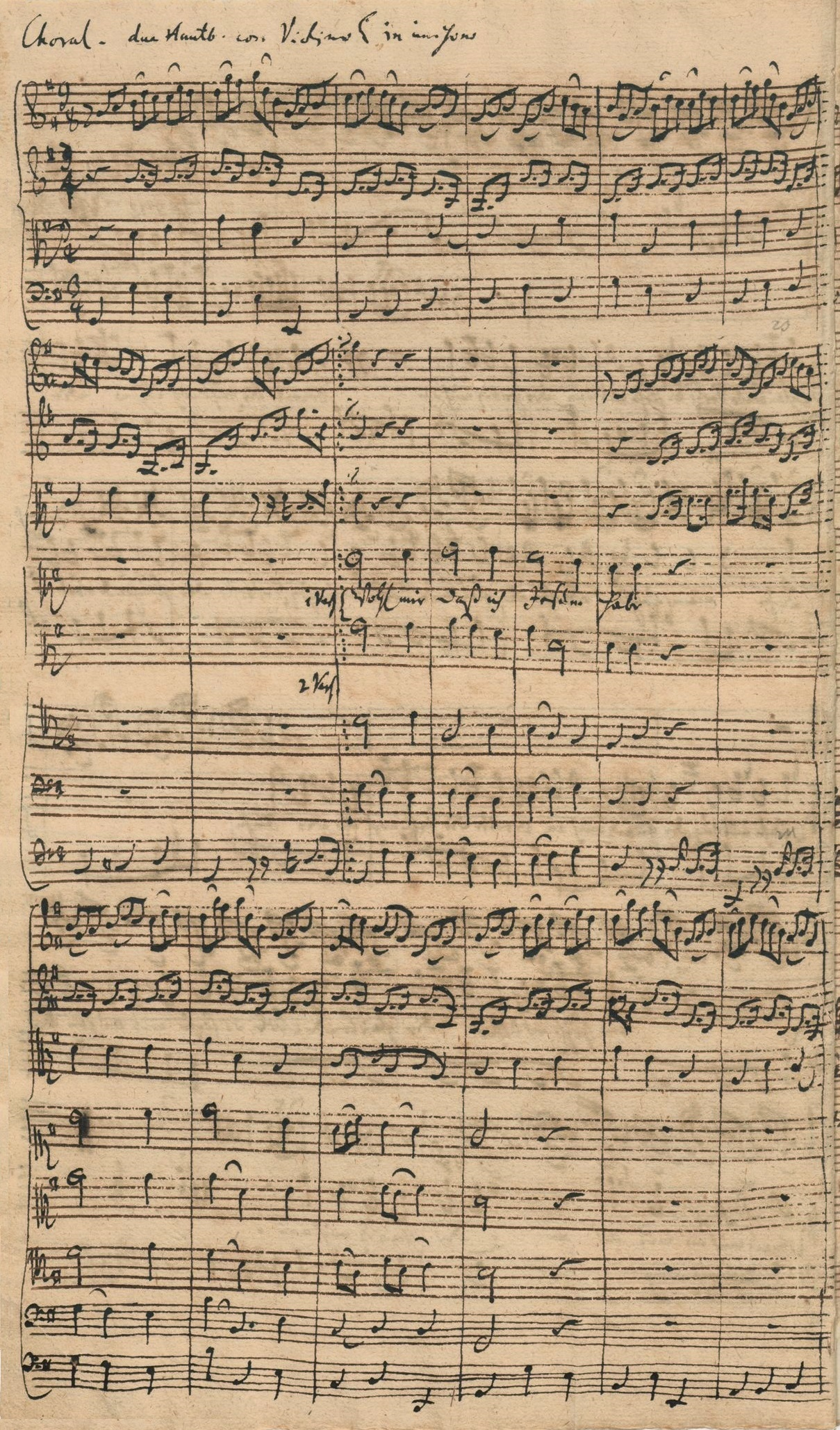
Wohl mir, dass ich Jesum habe, erste Seite von Bachs Autograph

Wohl mir, dass ich Jesum habe – Jesus bleibet meine Freude sind die Textanfangszeilen einer der bekanntesten Choralbearbeitungen von Johann Sebastian Bach. Er komponierte das Werk für vierstimmigen Chor, Streicher, Oboen und Trompete 1723 für seine Kantate Herz und Mund und Tat und Leben (BWV 147). Mit dem Text Wohl mir, dass ich Jesum habe beschließt es deren ersten Teil, mit dem Text Jesus bleibet meine Freude – musikalisch identisch – den zweiten. In der englischsprachigen Welt erfreut sich das Werk unter dem  Titel Jesu, Joy of Man’s Desiring ebenfalls außerordentlicher Popularität.

## Text und Choralmelodie
| Wohl mir, dass ich Jesum habe, o wie feste halt ich ihn, dass er mir mein Herze labe, wenn ich krank und traurig bin. Jesum hab ich, der mich liebet und sich mir zu eigen gibet; ach drum lass ich Jesum nicht, wenn mir gleich mein Herze bricht. | Jesus bleibet meine Freude, meines Herzens Trost und Saft, Jesus wehret allem Leide, er ist meines Lebens Kraft, meiner Augen Lust und Sonne, meiner Seele Schatz und Wonne; darum lass ich Jesum nicht aus dem Herzen und Gesicht. |

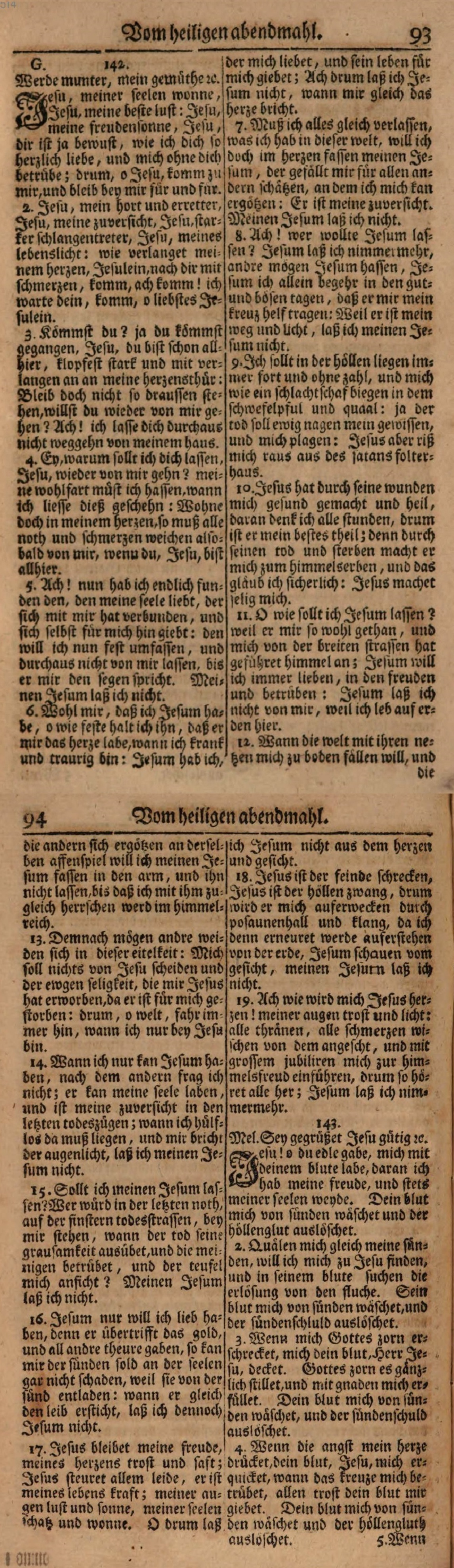
Jesu, meiner Seelen Wonne in Schemellis Gesangbuch (Leipzig 1736), an dem Bach musikalisch mitarbeitete

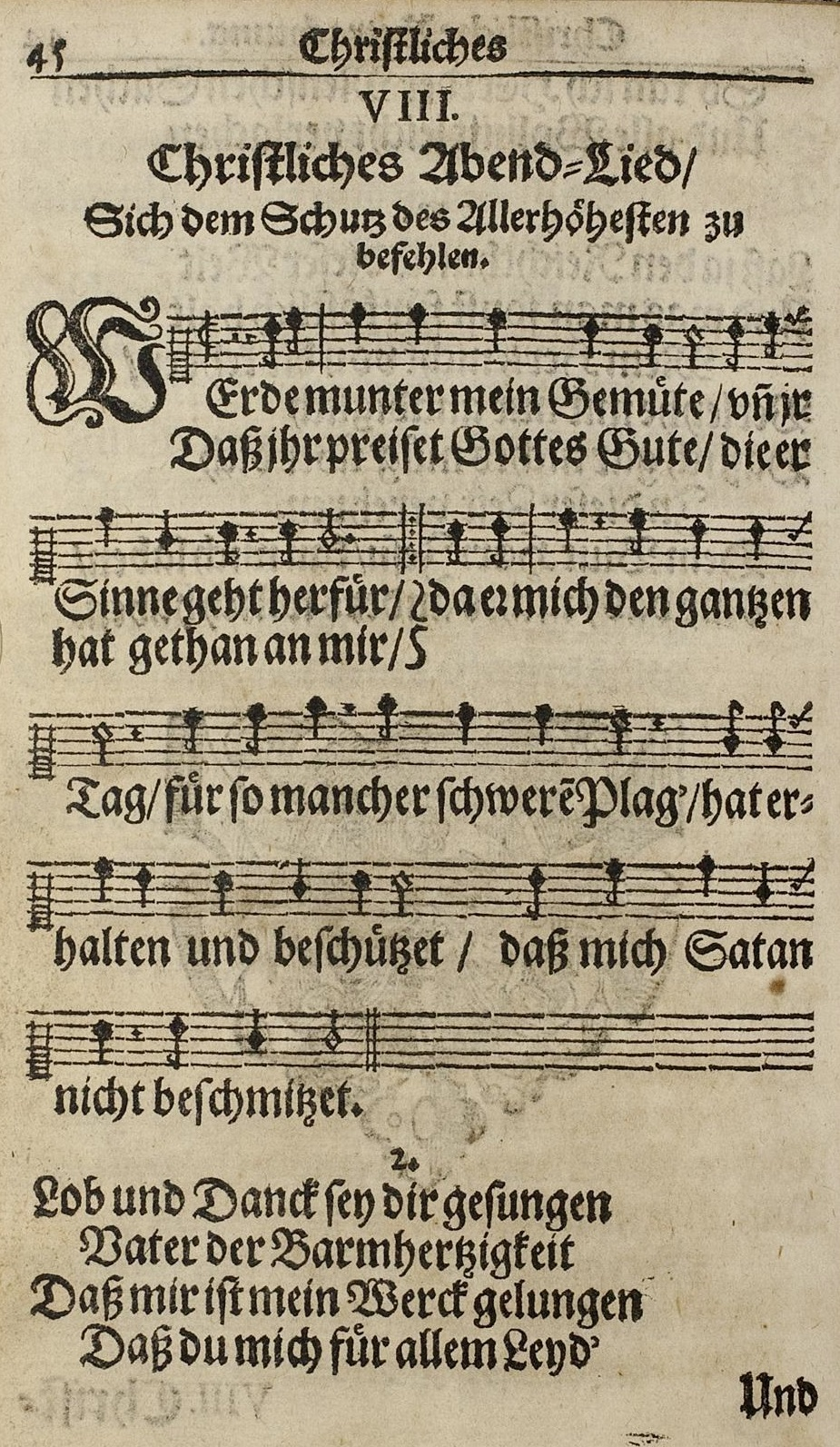
Urfassung der Melodie (1642)

Die beiden Textstrophen sind die 6. und die 17. Strophe aus Martin Jahns 19-strophigem Kirchenlied Jesu, meiner Seelen Wonne, das dieser in den 1660er Jahren schrieb. Mit einer Fülle von biblischen Bildern und Anspielungen drückt Jahn die Liebe der Seele zu Jesus aus und ihre Sehnsucht, sich mit ihm zu vereinigen („mystische Hochzeit“). Das Lied gehört zu den zahlreichen vom Jubilus Sancti Bernhardi inspirierten lutherischen Dichtungen. In den Gesangbüchern erscheint es teilweise bei den Namen-Jesu-Liedern (der Jesus-Name wird in jeder der 19 Strophen mehrfach, insgesamt 50 Mal genannt), teilweise bei den Abendmahlsliedern.
Der Text Jesu, meiner Seelen Wonne wurde mit unterschiedlichen Melodien gesungen. In Leipzig, Bachs Wirkungsort, verwendete man die Melodie Werde munter, mein Gemüte, die Johann Schop 1642 komponiert hatte, obwohl sie ein leicht abweichendes Strophenschema hat (umgekehrte Abfolge der männlichen und weiblichen Reime im Abgesang). Bach verwendet die Melodie unter anderem in der Matthäuspassion (Nr. 48). Für die Kantate 147 wählte er eine dreiertaktige Version.

## Bachs Bearbeitung
Für seinen ersten Leipziger Kantatenjahrgang 1723/1724 schuf Bach überwiegend zweiteilige Werke, die die Predigt umrahmten. Oft griff er dabei auf eigene ältere Kompositionen zurück. Herz und Mund und Tat und Leben entstand für das Fest Mariä Heimsuchung am Freitag, dem 2. Juli 1723. Dieses Fest wurde im lutherischen Leipzig des 18. Jahrhunderts liturgisch wie ein Sonntag begangen. Bach erweiterte dafür eine Adventskantate, die er 1716 in Weimar komponiert hatte. Die Zweiteiligkeit markierte er durch die Neukomposition eines identischen Schlusschorals beider Teile Wohl mir, dass ich Jesum habe – Jesus bleibet meine Freude. Die Gemeinde stimmt damit gleichsam in den Lobgesang Mariens ein, der den roten Faden der Kantate bildet.
Bach komponierte einen vierstimmigen homophonen Choralsatz mit Trompete colla parte und bettete ihn in ein lebhaftes Neun-Achtel-Ritornell der Streicher und Oboen ein. Dieses ist aus der Liedmelodie entwickelt und umspielt sie; die Übergänge bilden Arpeggien.

## Rezeption
Die isolierte Rezeption des Stücks und seine Aufführung bei festlichen Anlässen wie Hochzeiten, auch seine Aufnahme in „Best-of“-Sammlungen aller Art, begann im frühen 20. Jahrhundert in der angelsächsischen Welt und erfolgte verzögert auch im deutschen Sprachraum. Besonders bekannt ist die Klavierbearbeitung der Pianistin Myra Hess aus dem Jahr 1926, die Dinu Lipatti bei seinem Abschiedskonzert spielte.